# Mayewski Peak
Der Mayewski Peak ist ein Berg im ostantarktischen Viktorialand. In der Saint Johns Range ragt er inmitten eines Gebirgskamms an der Nordseite des Baldwin Valley auf.
Das Advisory Committee on Antarctic Names benannte ihn 1976 nach Paul Alexander Mayewski (* 1946), der im Rahmen des United States Antarctic Research Program geologische Arbeiten im Gebiet der McMurdo-Station (1968–1969), des McGregor-Gletschers (1968–1971), der Willett Range und der Convoy Range (1971–1972) sowie des Rennick-Gletschers (1974–1975) durchgeführt hatte.